# SAK Klagenfurt
SAK Klagenfurt is een Oostenrijkse voetbalclub uit Klagenfurt in de deelstaat Karinthië.

## Geschiedenis

### Oprichting
De club werd in 1970 opgericht als studentenploeg door Sloveense studenten uit Klagenfurt. Oprichter was Dr. Zdravko Inzko, tegenwoordig een Oostenrijkse diplomaat, die zelf niet voetbalde. Het doel van Inzko was de beste Sloveens-sprekenden uit Karinthië in één team te verenigen. Om de startsom voor de club bijeen te krijgen moest Inzko zijn auto verkopen.

### Stadionproblemen
Vanaf de oprichtingsdag tot vele jaren later had de club problemen met een eigen stadion. Tot 2003 hadden ze nooit een eigen terrein.
Eerst wilde geen enkele gemeente SAK een terrein aanbieden totdat de burgemeester van Radsberg de club toeliet waarop de club de naam SAK Radsberg aannam. Daar speelde de club op een wei totdat het veld onbespeelbaar werd door hevige regenval. Daarna verhuisde de club verschillende malen en belandde weer in Klagenfurt. Van 1986 tot 2001 speelde de club in Annabichl, een stadsdeel van Klagenfurt. SAK krijgt wel een eigen stadion met 1500 overdekte zitplaatsen in de nabije toekomst.

### Sportief
In de eerste vijf seizoenen werd de club vier keer vicekampioen en promoveerde in 1975/76 naar de 1. Klasse van Karinthië. De grootste tegenstanders van de club in deze tijd waren Duitsnationaalgezinde scheidsrechters en de toeschouwers. Bij vele wedstrijden waren er demonstraties voor of tegen de rechten van de Sloveense bevolking in Oostenrijk.
In 1986/87 won de club voor 2000 toeschouwers tegen LASK Linz en bereikte zo de kwartfinale van ÖFB-Cup.
In 1994/95 speelde de club in de heropgerichte Regionalliga Mitte en werd kampioen. Hierdoor promoveerde de club naar de 2. Division maar moest na één seizoen opnieuw degraderen.